# Alberni Indian Reserve 2
Alberni Indian Reserve 2 är ett reservat i Kanada.   Det ligger i Regional District of Alberni-Clayoquot och provinsen British Columbia, i den sydvästra delen av landet, 3 700 km väster om huvudstaden Ottawa.
I omgivningarna runt Alberni Indian Reserve 2 växer i huvudsak barrskog. Runt Alberni Indian Reserve 2 är det mycket glesbefolkat, med 3 invånare per kvadratkilometer.